# إليوت أنتوني
إليوت أنتوني (بالإنجليزية: Elliott Anthony)‏ هو محامي وقاضي أمريكي، ولد في 10 يونيو 1827، وتوفي في 1898.